# Dave Meyers
David Meyers, né David Charles Meyers, est un réalisateur de vidéo et de cinéma américain. Il a réalisé près de 200 clips pour de nombreuses célébrités comme Lisa, P!nk, Kendrick Lamar ou encore Jay-Z. 

## Carrière
Dave Meyers rencontre Gus Van Sant ce qui l'incite à réaliser des clips musicaux. 
En 2006, il a reçu un Grammy Award pour la vidéo de Lose Control coréalisée avec Missy Elliott. En 2018, il reçoit un nouveau Grammy Award pour le clip HUMBLE de Kendrick Lamar. Il est également récompensé du MTV Video Music Awards pour le clip Firework de Katy Perry.
En parallèle, Dave Meyers pratique la photographie, tant dans la mode que pour des célébrités comme Ariana Grande, Rihanna ou encore Carrie Underwood. 

## Réalisations

### Films
- 1999 : Foolish
- 2007 : The Hitcher
- 2017 : Scremm Break

### Clip musicaux

#### 1997
- Fa Sho - Minnie the Moocher
- Made Men - You Could Be the One
- Twista - Get It Wet
- Plexi - Forest Ranger
- E-40 featuring B-Legit and more - Yay Deep

#### 1998
- Magic featuring C-Murder - No Hope
- E-40 - Hope I Don't Go Back
- Ginuwine feat. Timbaland - Same Ol' G
- Ice Cube - War & Peace
- Silkk the Shocker feat. Destiny's Child - Just 'B' Straight (version2)

#### 1999
- Kid Rock - Bawithdaba
- Kid Rock - Cowboy
- Def Leppard - Goodbye
- Sugar Ray - Falls Apart
- Eve feat. Faith Evans - Love Is Blind
- Jay-Z feat. Beanie Sigel - Do It Again (Put Ya Hands Up)
- LL Cool J - Shut 'em Down

#### 2000
- P!nk - There You Go
- Creed - With Arms Wide Open
- Enrique Iglesias - Be With You
- Nas feat. Ginuwine - You Owe Me
- Da Brat feat. Tyrese - Wha'Chu Like?
- DMX - Party Up
- Goodie Mob feat. TLC - What It Ain't
- Kid Rock - American Bad Ass
- Eve feat. Jadakiss - Got It All
- Britney Spears - Lucky
- P!nk - Most Girls
- Ja Rule feat. Christina Milian - Between Me And You
- OutKast - B.O.B. (Bombs Over Baghdad)
- Jay-Z - I Just Wanna love U (give it 2 me)
- NSYNC - This I Promise You
- Lil Bow Wow - Bounce With Me
- Lil Bow Wow feat. Snoop Dogg - Bow Wow (that's my name)
- Mack 10 feat. T-Boz - Tight To Def
- Mýa - Free
- Xzibit - X
- P!nk - You Make Me Sick
- Static-X - I'm with Stupid
- The Offspring - Original Prankster
- Hanson - If Only

#### 2001
- Creed - My Sacrifice
- Limp Bizkit - Boiler
- Slipknot - Left Behind
- Dido - Thank You
- Monica - Just Another Girl
- Dave Matthews Band - I Did It
- Run–D.M.C. - Rock Show
- Janet Jackson - All For You
- OutKast - So Fresh, So Clean
- Dave Matthews Band - The Space Between
- Jermaine Dupri feat. Nate Dogg - Ballin' Out of Control
- Missy Elliott - Get You Freak On
- Sisqó feat. LovHer - Can I Live?
- Nicole - I'm Lookin'
- Snoop Dogg feat. Tyrese - Just A Baby Boy
- Usher - U Remind Me
- Missy Elliott feat. Ludacris & Trina - One Minute Man
- Jagged Edge feat. Nelly - Where the Party At (version1)
- Jennifer Lopez - I'm Real
- Sisqó - Dance For Me
- Jennifer Lopez feat. Ja Rule - I'm Real (Murder Remix)
- Aaliyah - More Than a Woman
- Macy Gray - Sweet Baby
- Mary J. Blige - Family Affair
- Jay-Z - Izzo (H.O.V.A.)
- Christina Milian - AM to PM
- P!nk - Get the Party Started (version 1)
- Missy Elliott feat. Ginuwine & Tweet - Take Away
- No Doubt feat. Bounty Killer - Hey Baby
- Ja Rule feat. Ashanti - Always On Time
- The Offspring - Defy You

#### 2002
- Creed - One Last Breath
- Enrique Iglesias - Escape
- Brandy - What About Us?
- Mick Jagger - Visions of Paradise
- Anastacia - One Day in Your Life
- Lil Bow Wow - Take Ya Home
- P!nk - Don't Let Me Get Me
- Céline Dion - A New Day Has Come
- Missy Elliott feat. Tweet - 4 My People
- B2K - Gots Ta Be
- Jennifer Lopez feat. Nas - I'm Gonna Be Alright
- Papa Roach - She Loves Me Not
- Céline Dion - I'm Alive
- Beenie Man feat. Janet Jackson - Feel It Boy
- Shakira - Objection / Te Aviso, Te Anuncio
- Britney Spears feat. Pharrell Williams - Boys (The Co-Ed Remix)
- Birdman feat. Sean Combs - Do That
- Aerosmith - Girls of Summer
- Trina feat. Tweet - No Panties
- TLC - Girl Talk
- Missy Elliott - Work It
- Mariah Carey - Through the Rain
- Amerie - Talkin' To Me
- Toni Braxton feat. Loon - Hit the Freeway
- Missy Elliott feat. Ludacris - Gossip Folks

#### 2003
- Jennifer Lopez ft. LL Cool J - All I Have
- P!nk - Feel Good Time
- Missy Elliott - Back in Da Day
- Ludacris - Stand Up
- Stacie Orrico - (There's Gotta Be) More to Life
- Thalía ft. Fat Joe - I Want You / Me Pones Sexy
- Korn - Did My Time
- Missy Elliott - Pass That Dutch

#### 2004
- Janet Jackson - Just a Little While (version 1)
- Janet Jackson - I Want You
- N.E.R.D - She Wants To Move
- Hilary Duff - Come Clean
- Jay-Z - Dirt Off Your Shoulder
- Ludacris - Splash Waterfalls
- Brandy feat. Kanye West - Talk About Our Love
- Britney Spears - Outrageous
- Kelly Clarkson - Breakaway

#### 2005
- Lil Jon & The East Side Boyz - Roll Call
- Dave Matthews Band - American Baby
- Missy Elliott feat. Ciara - Lose Control/On & On
- Dave Matthews Band - Dreamgirl
- Korn - Twisted Transistor
- Santana feat. Steven Tyler - Just Feel Better
- The Veronicas - 4ever (Australian/New Zealand version)

#### 2006
- P!nk - Stupid Girls
- P!nk - U + Ur Hand
- Missy Elliott - We Run This
- Vanessa Hudgens - Let's Dance

#### 2007
- Fergie featuring Ludacris - Glamorous
- Natasha Bedingfield - I Wanna Have Your Babies
- Rob Thomas - Little Wonders
- Pretty Ricky ft. Sean Paul - Push It Baby
- Kanye West, Nas, Rakim, & KRS-One - Classic (Better Than I've Ever Been)
- Jay-Z - 30 Something
- Young Jeezy ft. Keyshia Cole - Dreamin
- Korn - Evolution

#### 2008
- Missy Elliott - Ching-a-Ling Shake Your Pom Poms, avec la participation du groupe de danseur japonais de popping U-Min
- P!nk - So What
- T.I. - Whatever You Like

#### 2009
- P!nk - Please Don't Leave Me
- P!nk - Funhouse
- Lil Wayne - Prom Queen
- Rob Thomas - Her Diamonds
- Britney Spears - Radar

#### 2010
- Leona Lewis - I Got You
- Avril Lavigne - Alice
- Ludacris - How Low
- Justin Bieber - Somebody To Love
- Katy Perry - Firework
- P!nk - Raise Your Glass

#### 2011
- P!nk - Fuckin' Perfect
- David Guetta featuring Flo Rida et Nicki Minaj - Where Them Girls At
- Avril Lavigne - Wish You Were Here

#### 2012
- Rihanna - Where Have You Been
- P!nk - Blow Me (One Last Kiss)

#### 2014
- Vanessa White - Oh Boy (Hey Boy's Don't Lie)

#### 2015
- Ciara (chanteuse)- Dance like we're making love

#### 2016
- Bebe Rexha feat. Nicki Minaj - No Broken Hearts
- CL - LIFTED
- Bebe Rexha - " I Got U "

#### 2017
- Kendrick Lamar - HUMBLE.
- Winner - REALLY REALLY
- Kendrick Lamar - LOYALTY. featuring Rihanna
- Katy Perry - Swish Swish featuring Nicki Minaj
- Camila Cabello (ft. Young Thug) - Havana
- Ariana Grande & John Legend-Beauty and the beast

#### 2018
- Kendrick Lamar & SZA - All the Stars
- Maroon 5 - Wait
- Ariana Grande - No Tears Left To Cry[3]
- Ariana Grande - The Light Is Coming (ft. Nicki Minaj)
- Ariana Grande - God Is a Woman
- Travis Scott - Stop Trying to Be God
- Janet Jackson x Daddy Yankee - Made for Now
- Camila Cabello - Consequences
- Travis Scott feat. Drake - Sicko Mode
- Imagine Dragons - Zero

#### 2019
- Taylor Swift feat. Brendon Urie of Panic! At the Disco - ME!
- Shawn Mendes feat. Camila Cabello - Señorita
- Ed Sheeran feat. Travis Scott - Antisocial
- Rich Brian feat. Bekon - Yellow
- Camila Cabello - Liar
- Harry Styles - Adore You
- Travis Scott - Highest in the room (co réalisé avec Travis Scott)

#### 2020
- Harry Styles - Falling
- Anderson .Paak - Lockdown
- Ariana Grande - positions

##### 2021
- Coldplay -  Higher Power
- Coldplay feat. BTS - My Universe
- Coldplay feat. Selena Gomez - Let Somebody Go

##### 2023
- Little Simz - Gorilla

##### 2024
- Sabrina Carpenter - Espresso
- Lisa feat. Rosalía - New Woman